# Andrew Jackson Davis
Andrew Jackson Davis (New York, 11 agosto 1826 – Boston, 13 gennaio 1910) è stato un sensitivo statunitense.

## Biografia
È stato un medium precursore del movimento spiritista statunitense.
Nel 1843 ebbe modo di ascoltare letture sul magnetismo animale e sul fenomeno dell'ipnotismo. Negli anni successivi affermò di ricevere messaggi spirituali che esercitarono una grande influenza sulle sue opere.
Apprendista calzolaio, divenne noto come il "Veggente di Poughkeepsie". La sua inclinazione spirituale fu indotta dopo l'incontro con un ipnotizzatore girovago, del quale divenne l'aiutante e l'assistente durante le pubbliche esibizioni. Davis elaborò una teoria mistico-filosofica che incluse nel libro The Principles of Nature, Her Divine Revelations, and a Voice to Mankind, in cui sosteneva la teoria dell'esistenza degli spiriti, anime umane in attesa ed in procinto di raggiungere uno stato di perfezione. Il mondo degli spiriti sarebbe diviso in sei sezioni, attraversando le quali, le anime dei morti subirebbero un processo di evoluzione. Secondo la teoria di Davis, gli spiriti sarebbero in grado di comunicare con gli esseri viventi.
Davis esercitò anche l'attività di guaritore, affermando di possedere le capacità di individuare le malattie.

## Opere
- The Principles of Nature, Her Divine Revelations, and a Voice to Mankind, (1847);
- The Great Harmonia (1850-1861), una enciclopedia in sei volumi;
- The Philosophy of Special Providences (1850);
- The Magic Staff: an Autobiography (1857);
- A Stellar Key to the Summer Land (1868);
- Tale of a Physician, or, the Seeds and Fruits of Crime (1869);
- Views of Our Heavenly Home (1878).